# 257 v.Chr.
Het jaar 257 v.Chr. is een jaartal volgens de christelijke jaartelling.

## Gebeurtenissen

### Italië
- Marcus Atilius Regulus en Gnaius Cornelius Blasio zijn consul in het Imperium Romanum.
- Slag bij Tyndaris: De Romeinse vloot onder Marcus Atilius Regulus verslaat de Carthagers bij de Eolische eilanden.

### India
- Mahasiva (257 - 247 v.Chr.) wordt tot koning van Ceylon gekroond.

## Geboren
- Aristophanes van Byzantium (~257 v.Chr. - ~180 v.Chr.), Grieks bibliothecaris en filoloog